# İstinye Park
İstinye Park is een winkelcentrum gelegen in de buurt Maslak van Sarıyer, Istanboel, Turkije met 291 winkels, 85.250 m² winkelruimte en een parkeergarage van vier verdiepingen diep die plaats biedt aan 3.250 auto's.
Het winkelcentrum is verdeeld in een ingesloten en openluchtgebied. Het openluchtgedeelte heeft een groen, centraal park. Ook bevat het winkelcentrum een authentieke bazaar van Turkse gerechten en een traditionele markt die geïnspireerd is op de Turkse architectuur en geschiedenis. 
Tijdens de bouw van het winkelcentrum is 20.500 ton bewapening, 156.000 m³ beton, 430.000 m³ betonbekisting, 194.000 m² aan vloerbedekking, 2,7 km aan leuningen en 21.000 m² aan gevelbekleding gebruikt. Met een vloeroppervlak van 45.000 vierkante meter beschikt het winkelcentrum over 64 roltrappen. In tegenstelling tot andere winkelcentra bevinden de 12 zalen van de bioscoop zich in de onderste verdiepingen van het gebouw.